# Crepis capil·lar
La crepis capil·lar (Crepis capillaris) és una espècie de la família de les asteràcies oriünda del mediterrani.

## Etimologia
- Crepis: prové del grec κρηπίς (krepís, base, fonament, calçat). Després va passar al llatí com crepis. Aquest nom el va posar Teofrast i Plini d'una planta de la qual només diuen que té les fulles en la tija.[1]
- capillaris: adjectiu llatí que significa pilós.[2]

## Hàbitat i distribució
Camps de conreu, vores de camins, llocs alterats, vores de bosc, llocs humits no salins (rambles, basses, torrents, canals, fonts i séquies). Praderies amb abundància de teròfits calcícoles. Herbassars oberts i, sovint nitrificats. Creix entre 0-2000 m.
Presenta una distribució eurosiberiana mediterrània. Es troba a Euràsia, Nord d'Àfrica i Macaronèsia, a més s'ha naturalitzat a Amèrica, Austràlia i en altres parts del món. Es dona en quasi tota la península Ibèrica, encara que és més estranya al sud-est. Als Països Catalans es troba només als territoris peninsulars, mancant a les Illes.

## Descripció
Hemicriptòfit de 15-60 cm, caulescent, glabre o híspid, amb pèls glandulosos, a vegades amb alguns tricomes en els peduncles i involucres. L'arrel és axonomorfa, prima, rares vegades gruixuda i llenyosa en l'àpex. Tiges folioses, generalment erectes, rares vegades ascendents, més o menys estriades, híspides en la base i a vegades en tota la seua longitud, rares vegades glabres, ramificades en el terç superior o quasi des de la base. Les fulles són dentades, lobades, pinnatífides o pinnatisectes, glabres o hispídules per totes dues cares, a vegades només en el nervi mitjà del revers. Les basals de 4-35 x 1-5 cm, atenuades en un pecíol ample, mentre que les caulinars sèssils, auriculades, amplexicaules, amb les aurícules agudes i generalment laciniades, i les més superiors i axil·lars són bracteïformes.
Els seus capítols amb molts botons florals, erectes abans de l'antesi, pedunculats, agrupats en un cima o panícula corimbiforme, rares vegades solitàries. Els peduncles de 0,5-6,5 cm, glabres o sovint hispíduls, amb pèls glandulífers més o menys d'1 mm. L'involucre és ovoide en la fructificació, cònic i turbinat després de la dispersió. Les bràctees estan disposades en dues sèries, generalment tomentoses, a vegades amb pèls glandulífers en la base i en el nervi mitjà, escarioses en el marge. El receptacle és feblement alveolat, amb els alvèols glabres. La corol·la de 6-12 mm, amb la meitat superior del tub i la meitat inferior dels limbes densament pubescents, grocs, els més externes sovint amb el dors porpra, a vegades només les dents. El tub mesura entre 2-3 mm, i els limbes 4-9 mm. L'androceu està compost per anteres grogues d'uns 2-4 mm. Floreix i fructifica de maig a setembre.
El fruit és un aqueni homomorf, de 1,5-2,5 x 0,3-0,6 mm, més o menys fusiformes, amb els externs més o menys arquejats, els interns rectes, sense pic, amb 10-11 costelles més o menys cobertes d'espícules, d'un marró clar o fosc, amb un vil·là de 2,5-4 mm. El seu nombre cromosòmic és 2n = 6.

## Biologia
Sol presentar els fongs Puccinia crepidicola, i ocasionalment, Albugo tragopogonis.

## Usos
En medicina popular es consumeixen les fulles bullides i assaonades com a laxant suau.
S'ha estudiat aquesta espècie per atraure a Chrysoperla carnea, gran depredador a les zones mediterrànies d'àfids i altres insectes xicotets. Per aquesta raó és una de les plantes recomanades per formar part de les cobertures dels cultius llenyosos com ara l'olivera.

## Galeria

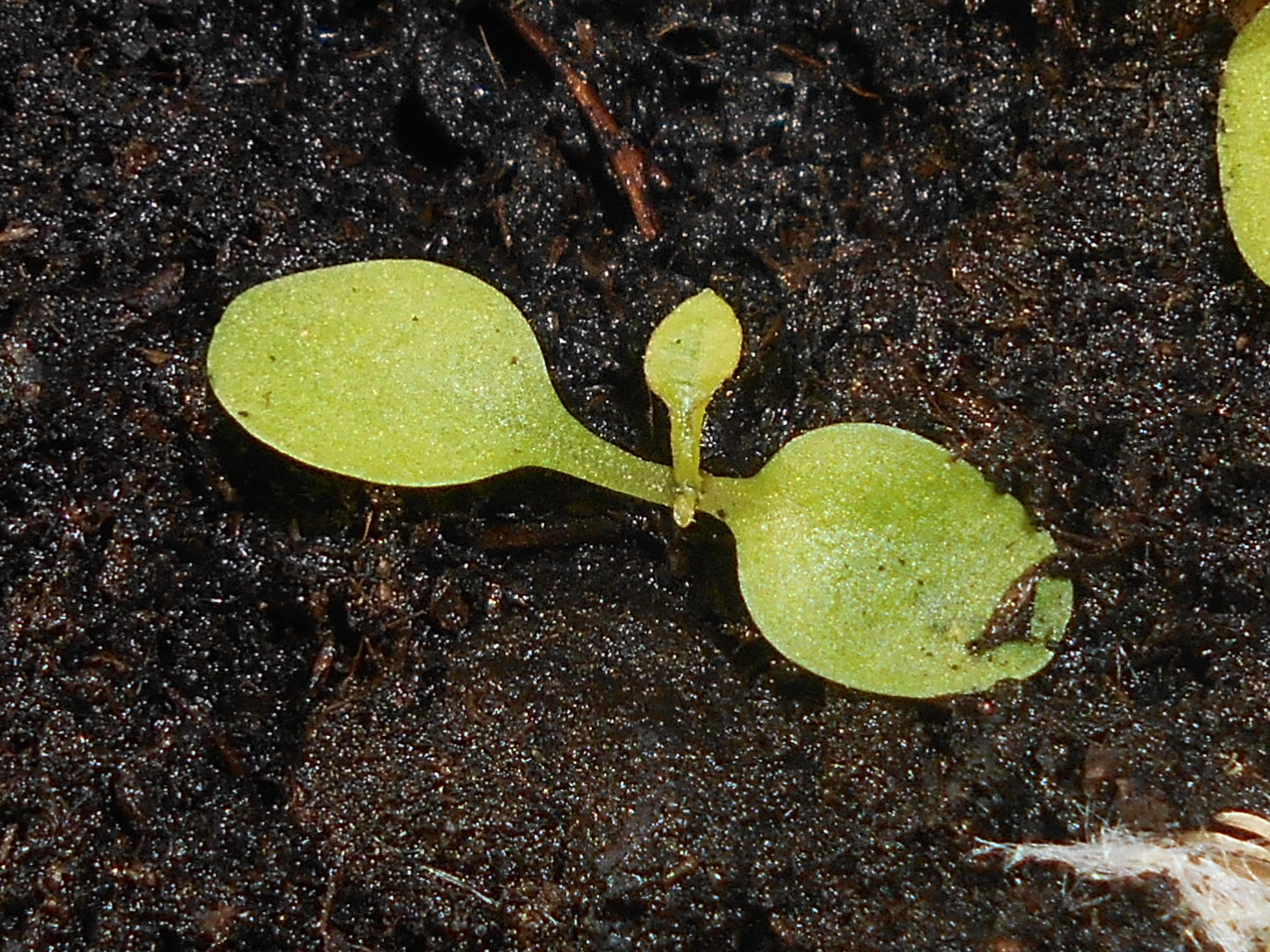
Cotiledons
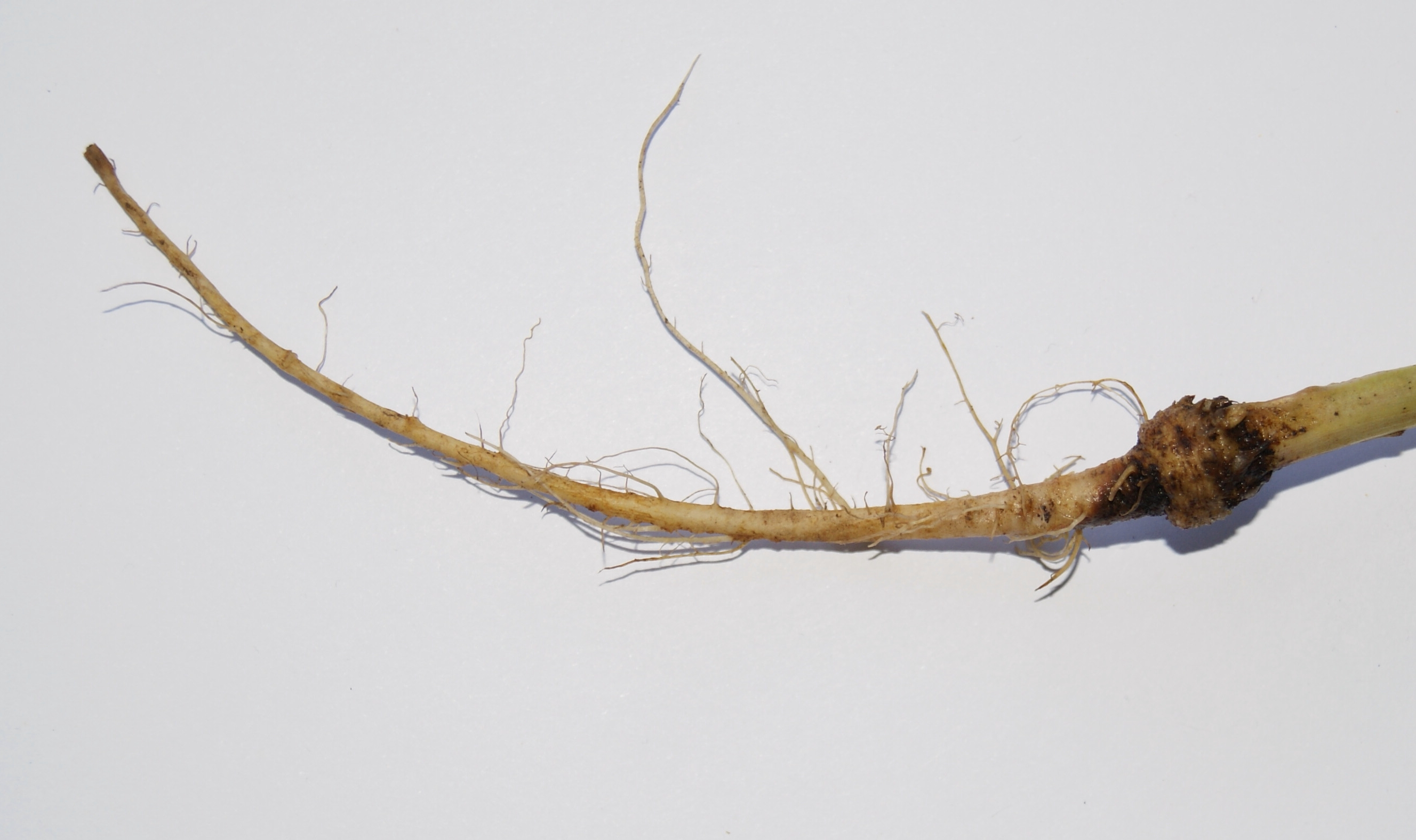
Arrels
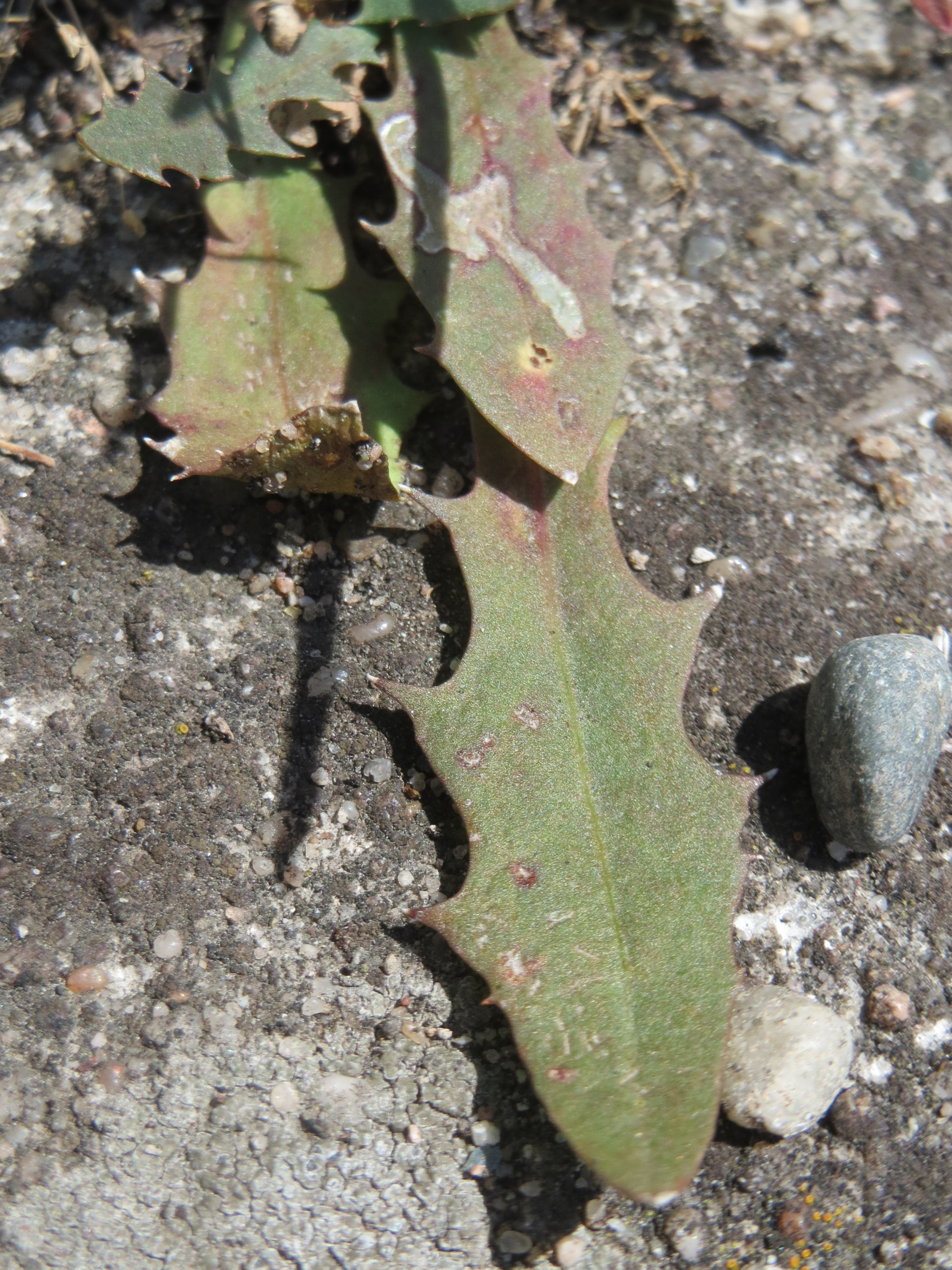
Fulla (anvers)
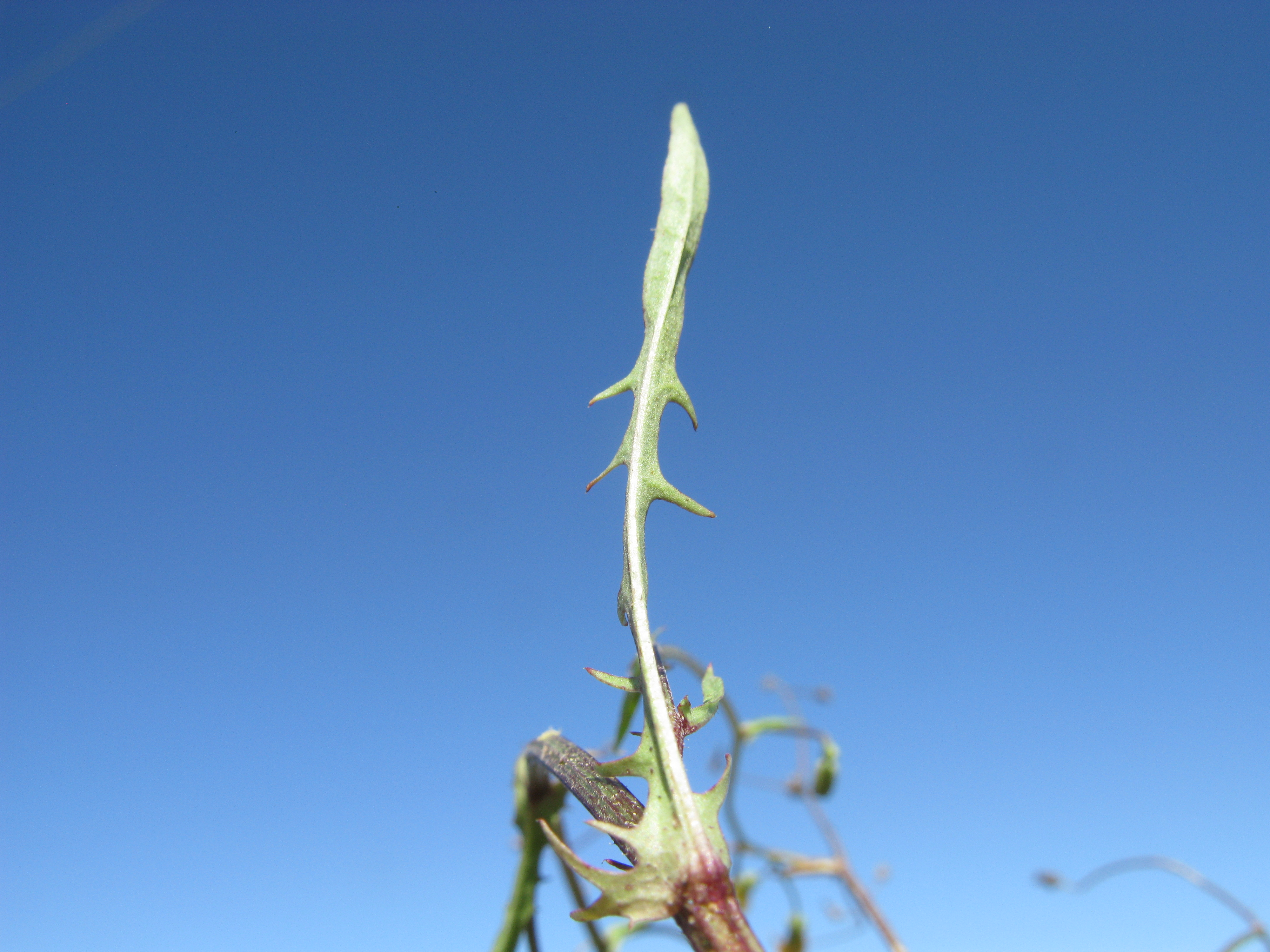
Fulla (revers)
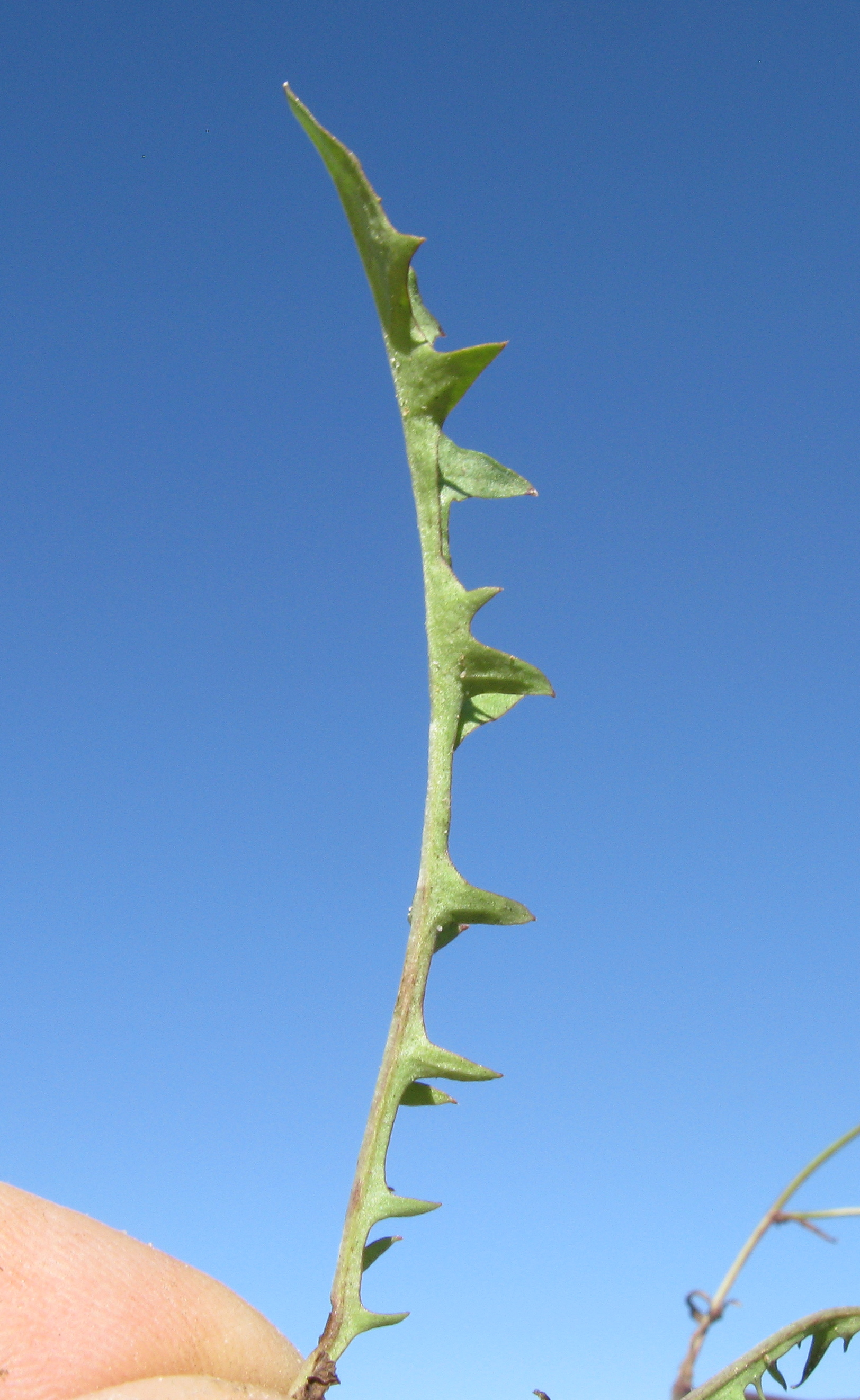
Fulla (perfil)
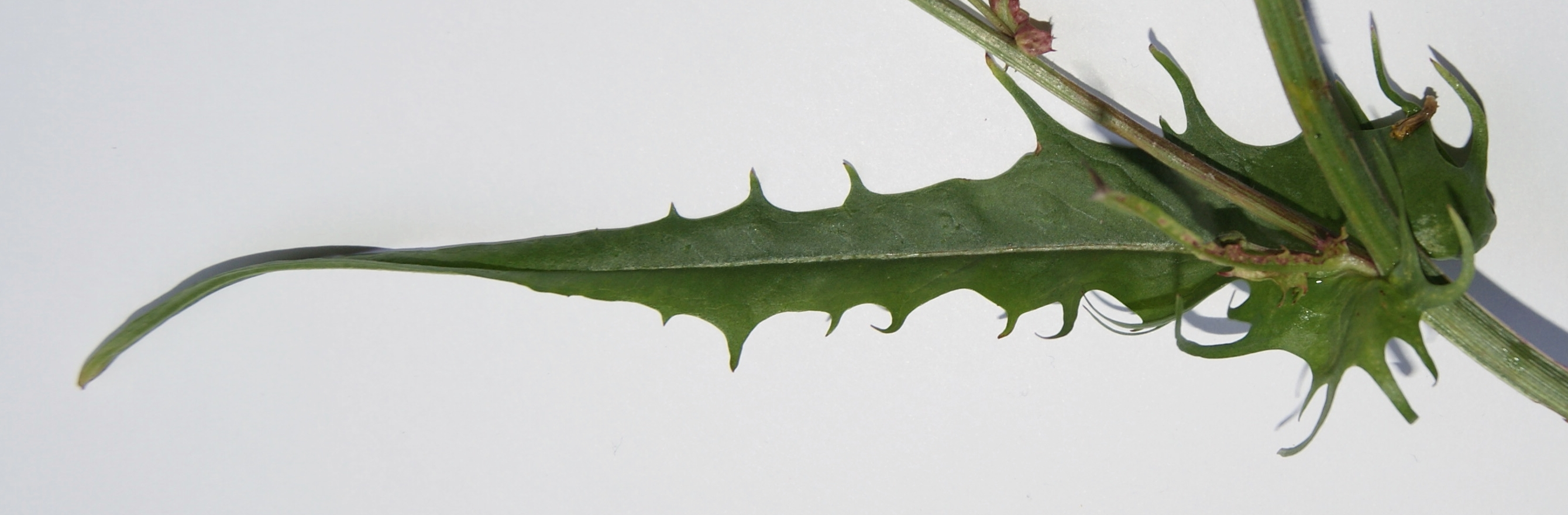
Fulla axil·lar
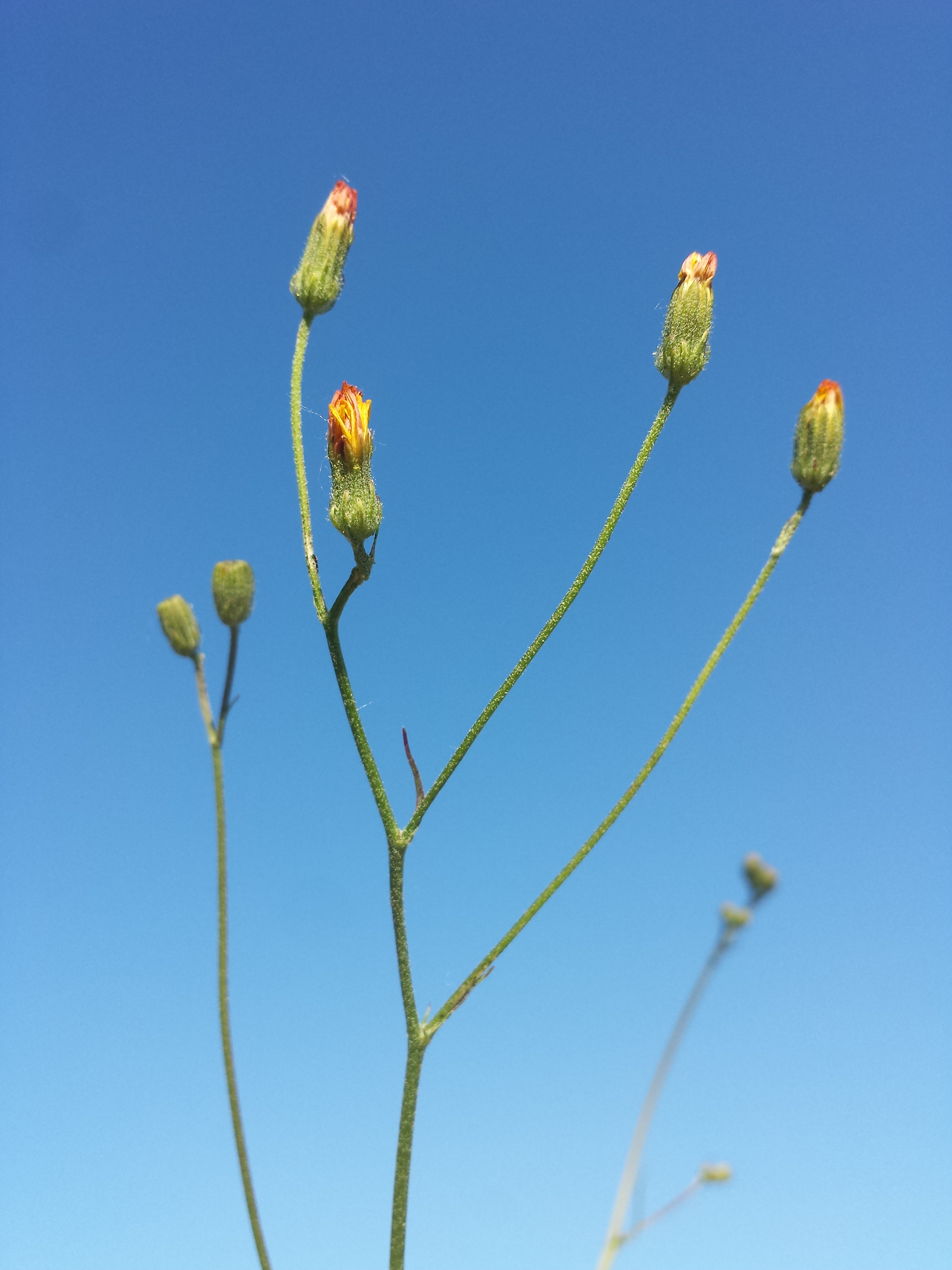
Cima floral
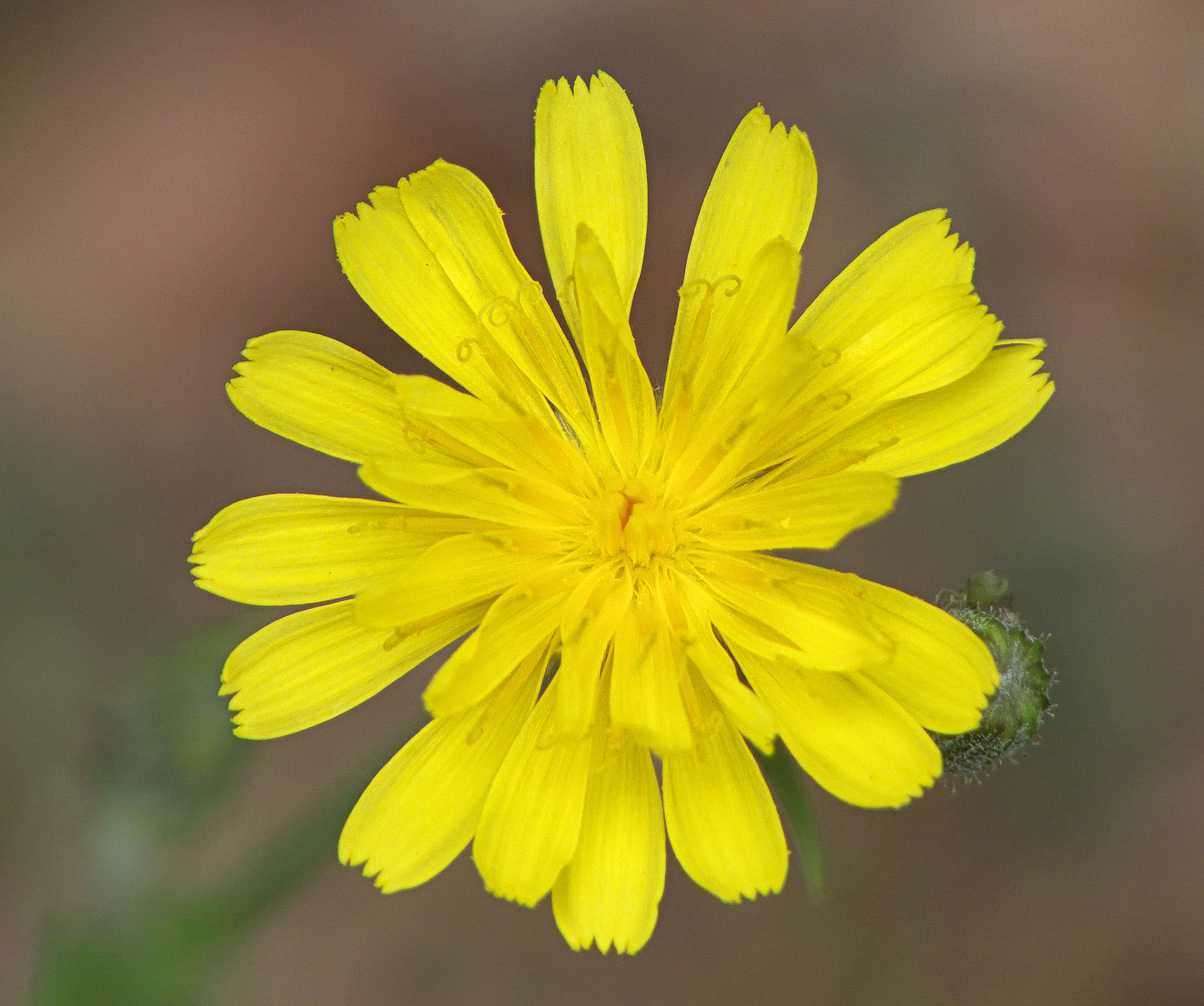
Flor (zenital)
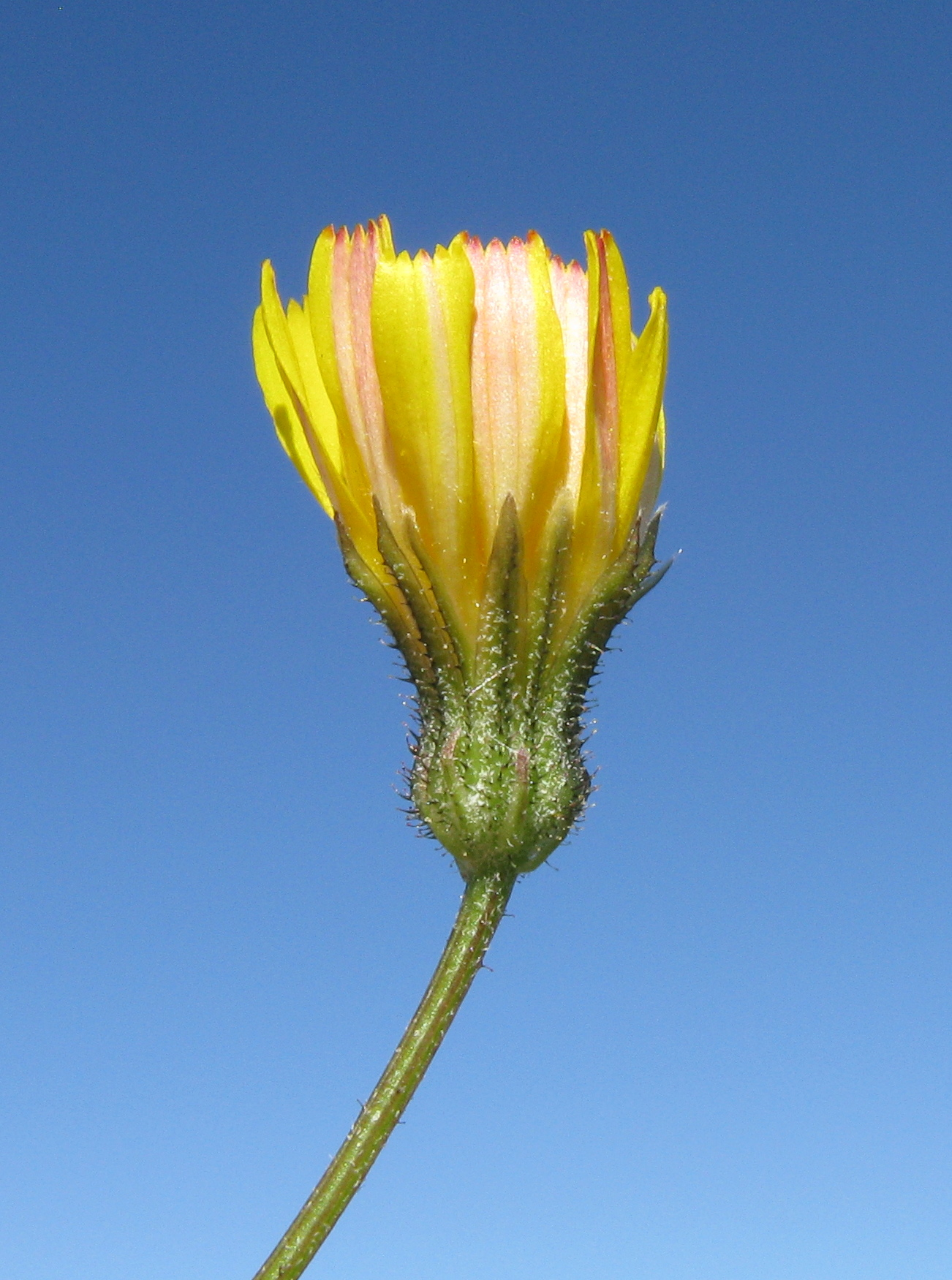
Flor (perfil)
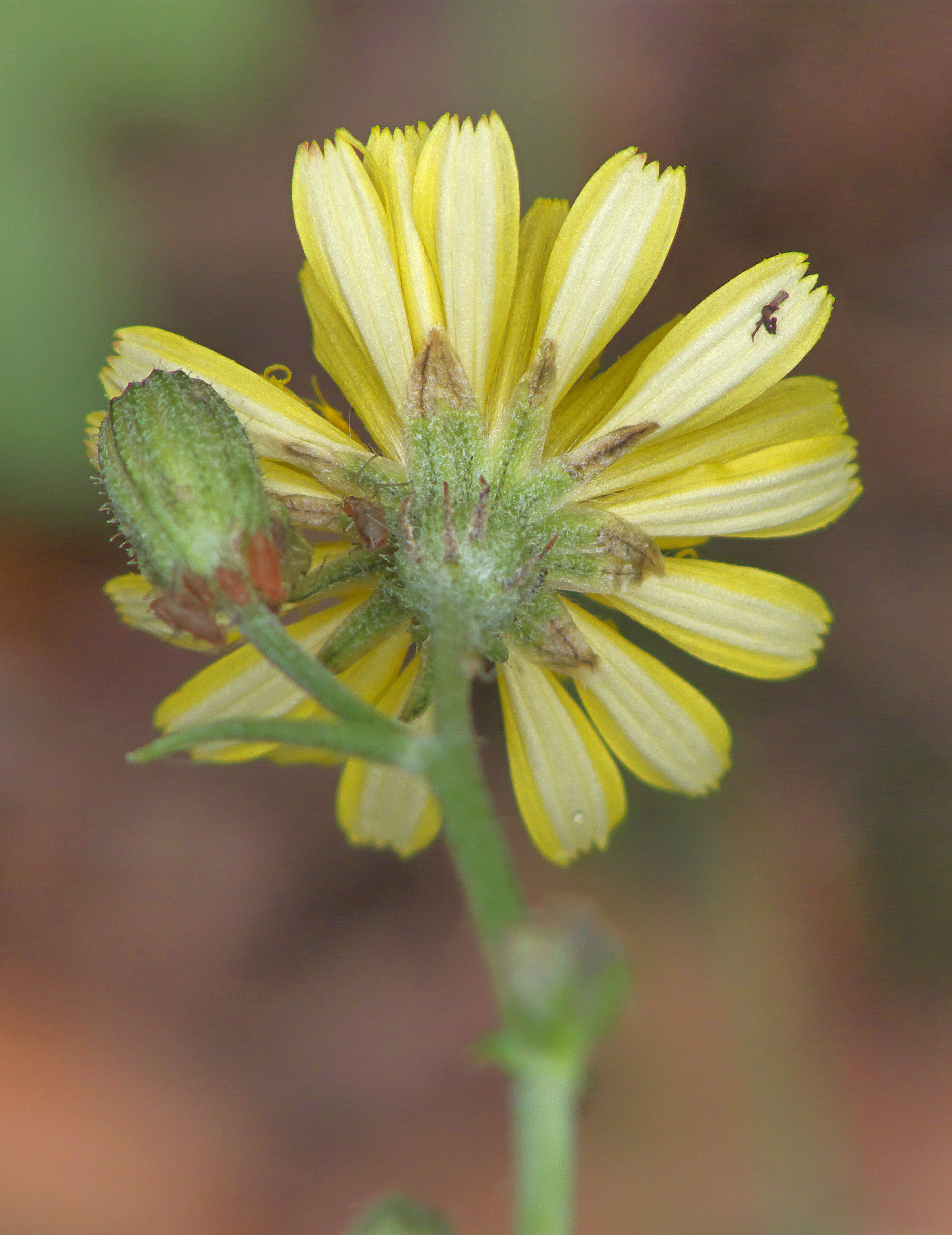
Flor (posterior)
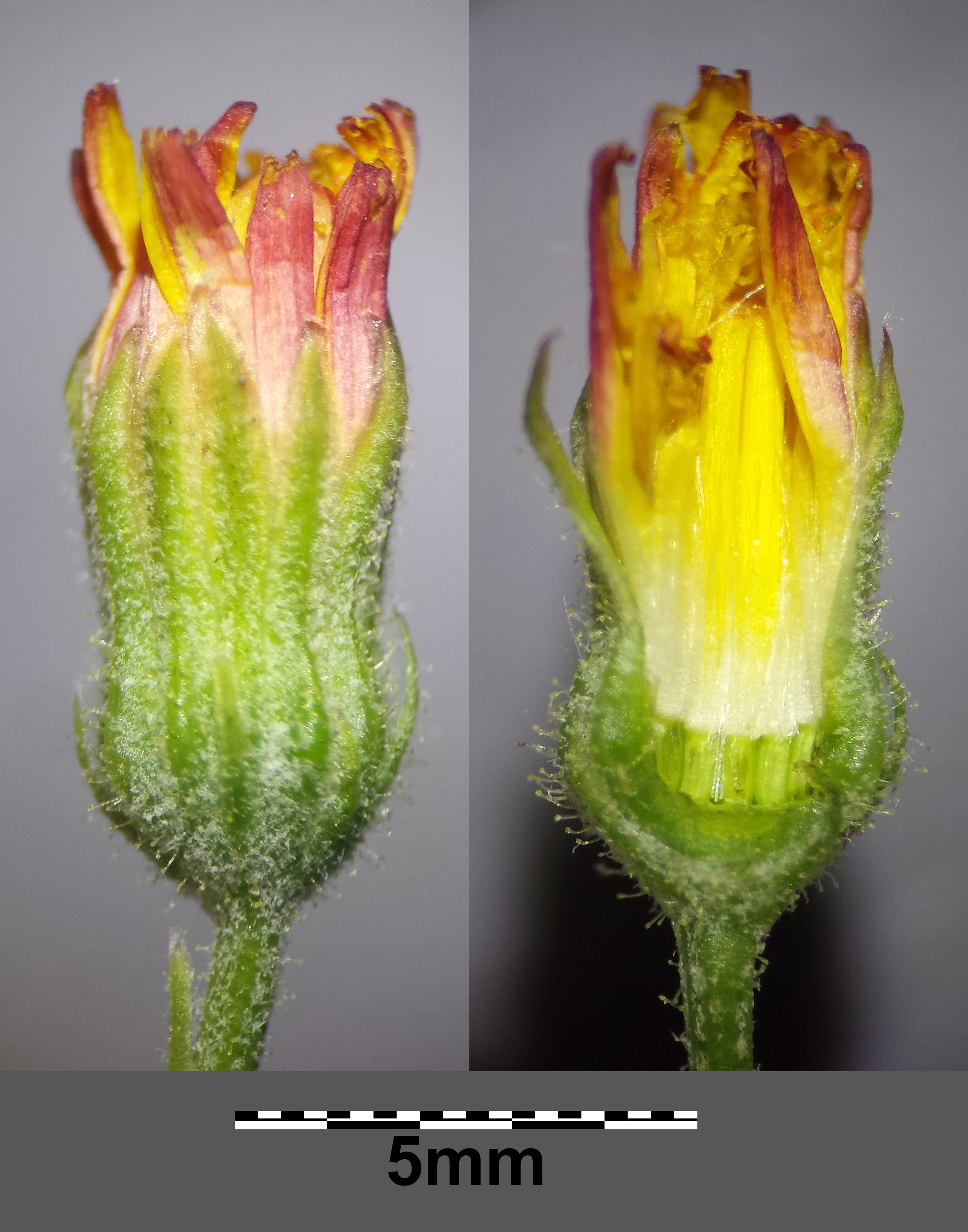
Tall longitudinal de la flor
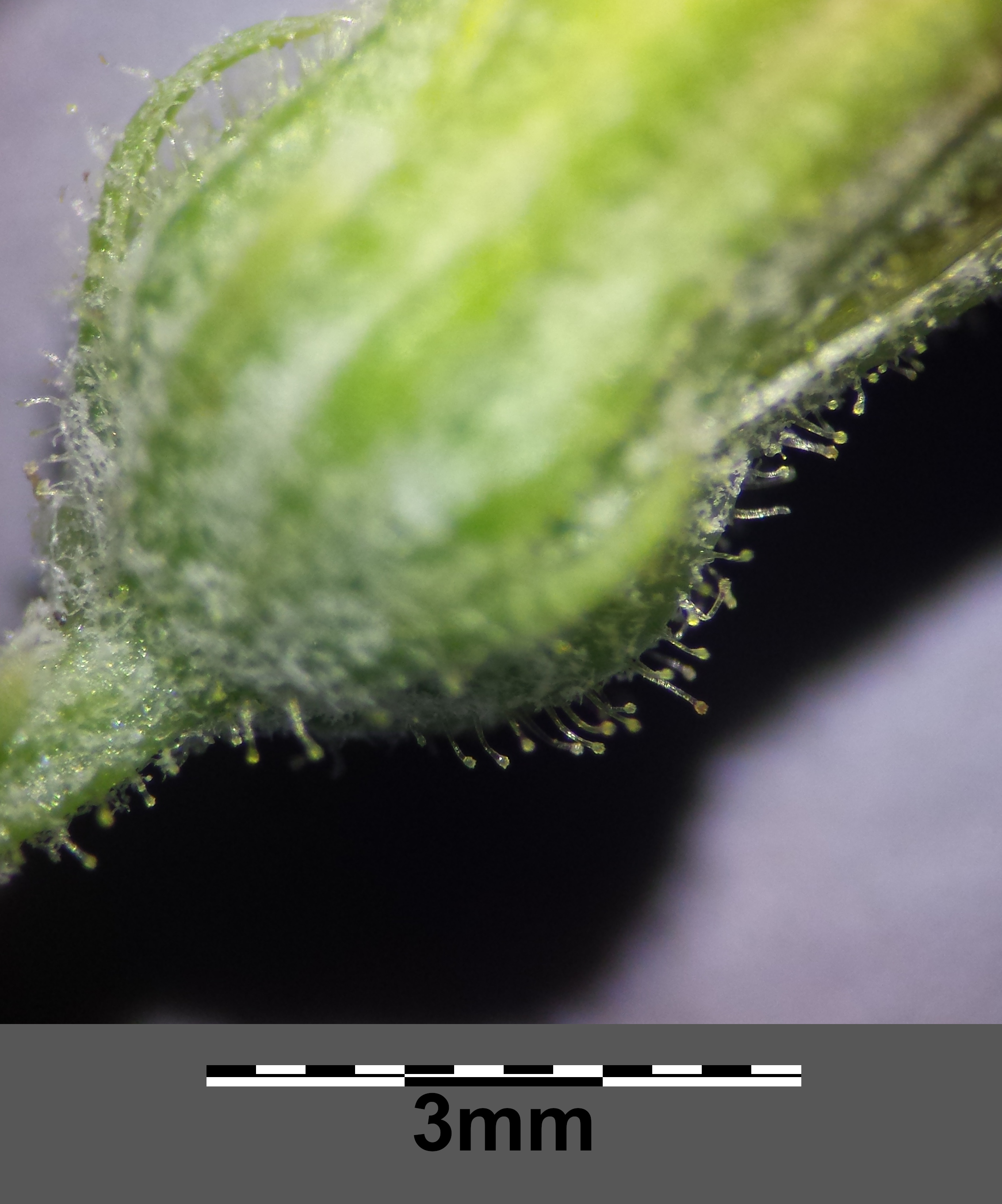
Calze
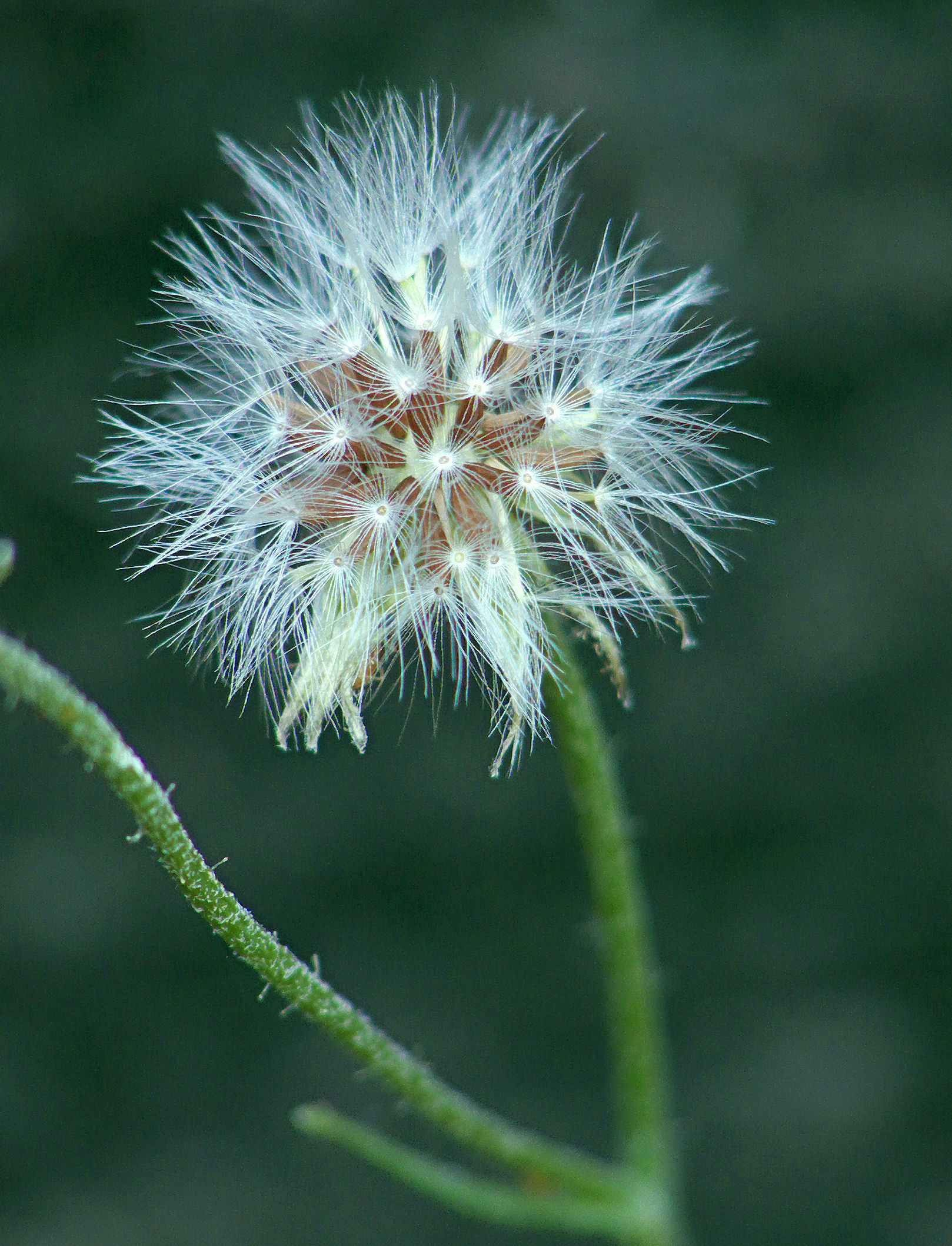
Infructescència
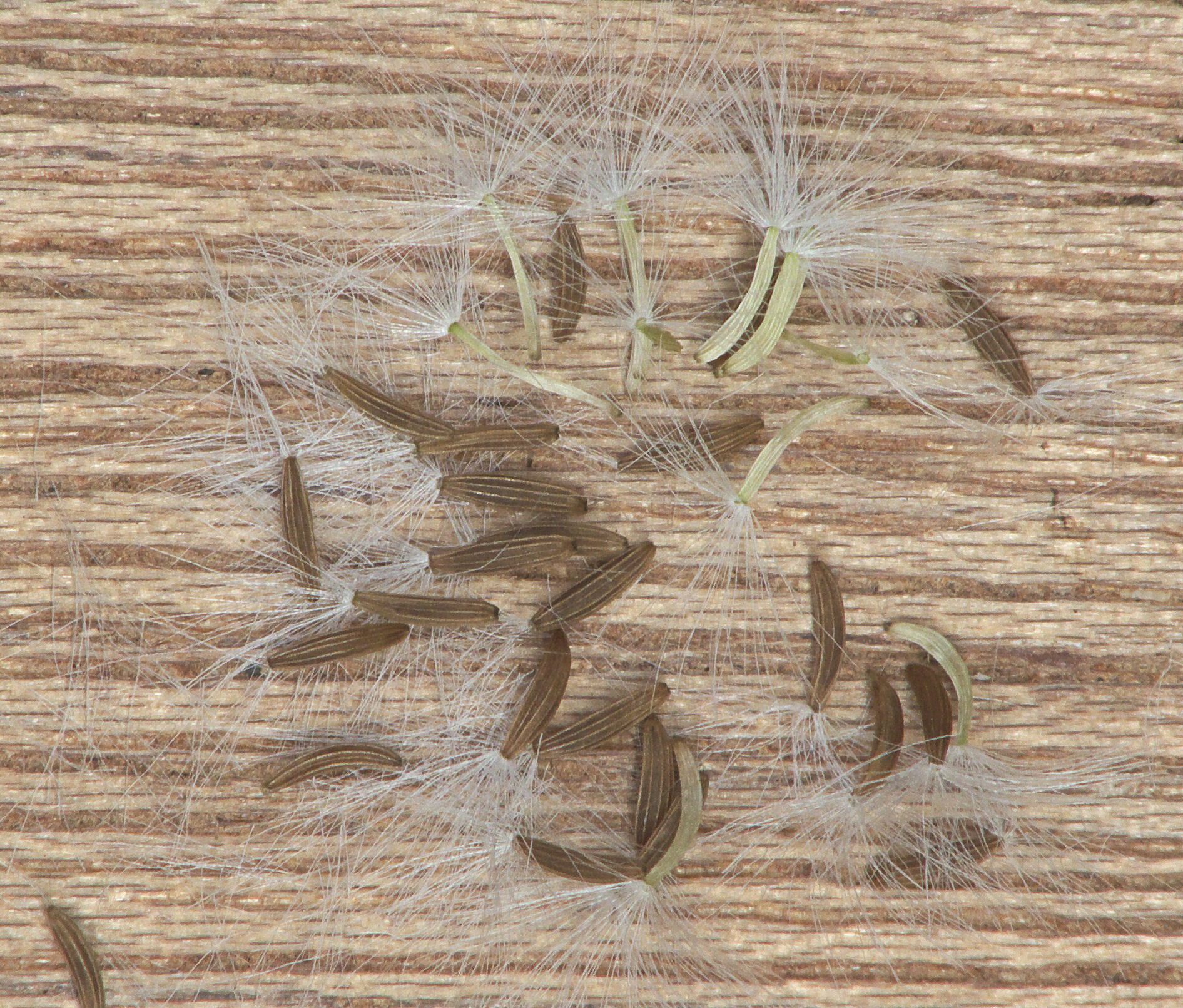
Vil·lans amb fruits
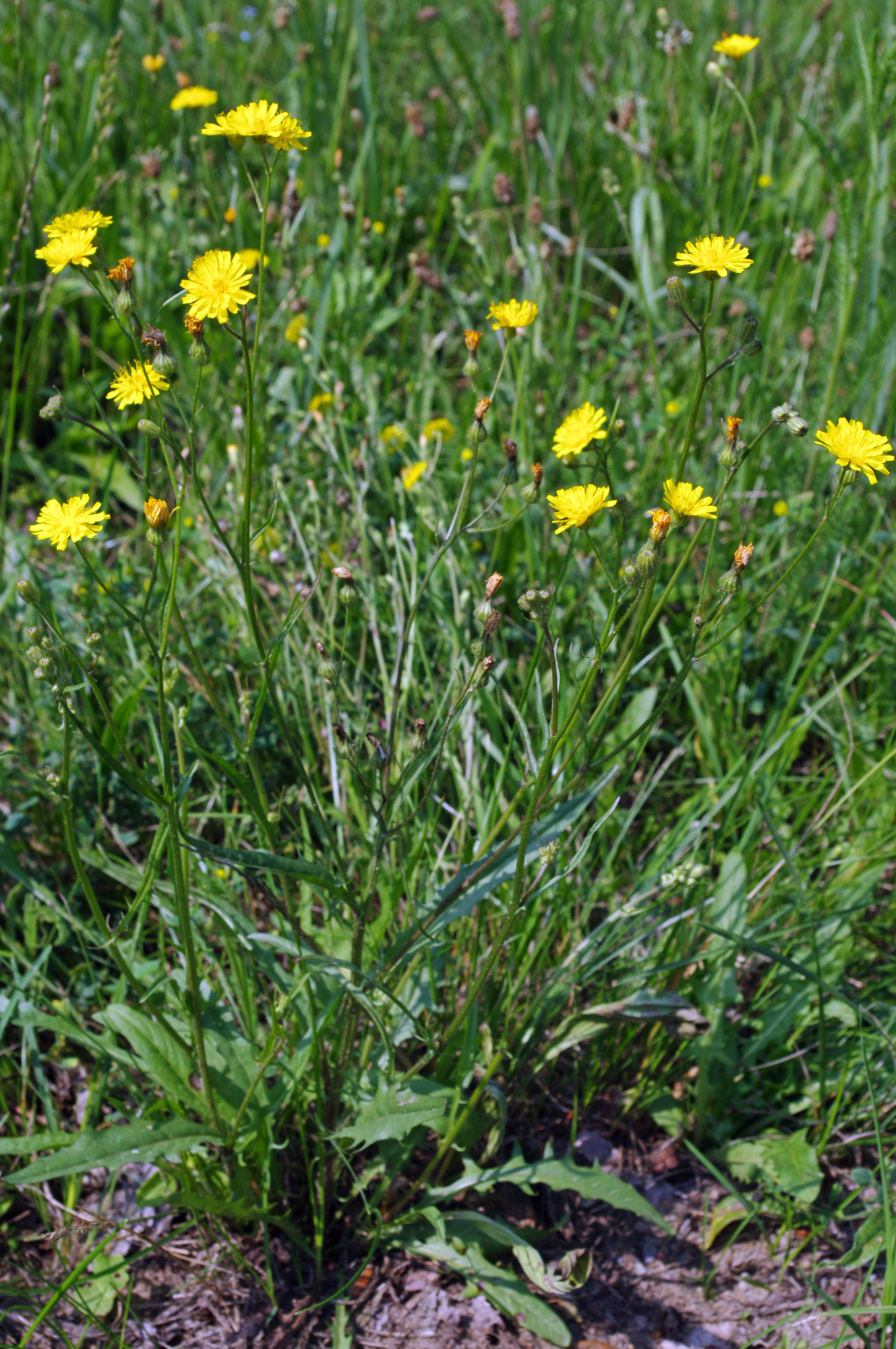
Individu florit
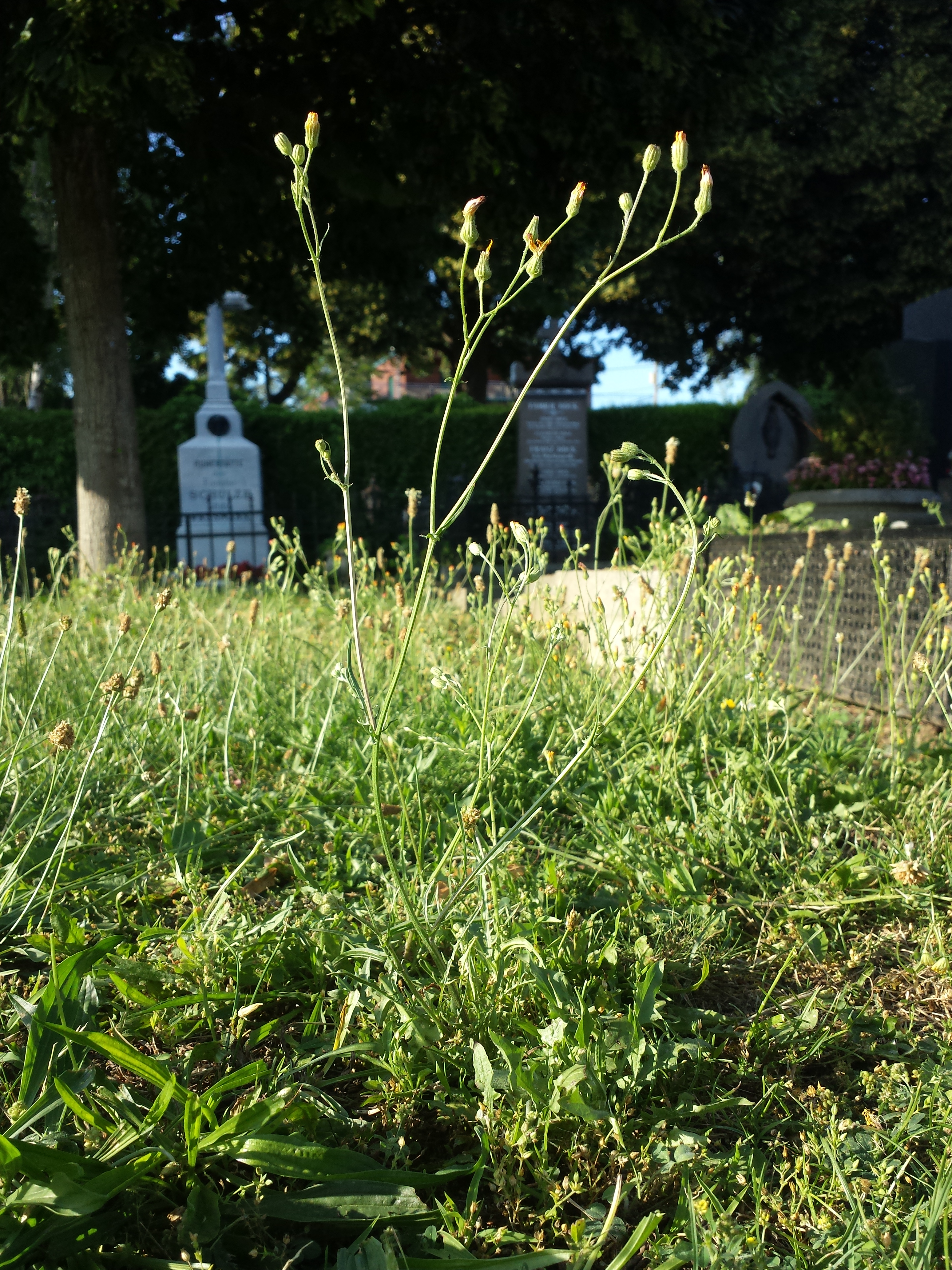
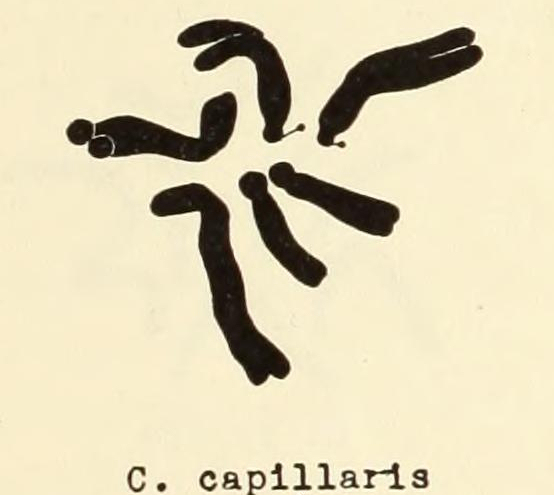
Cariotip